# Cratere Valentina
Valentina  è un cratere sulla superficie di Venere.